# Birou (încăpere)

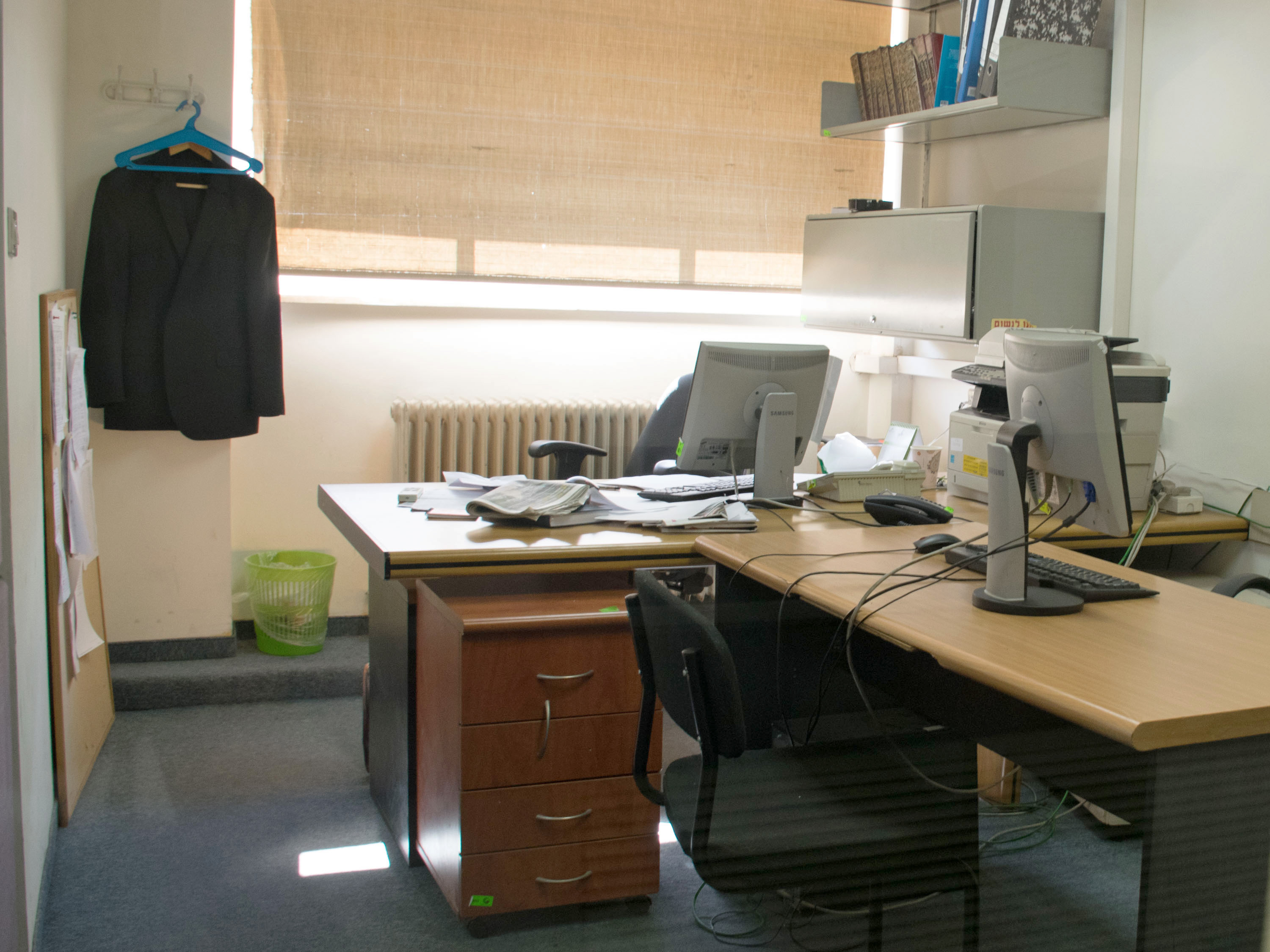
Un birou tipic modern

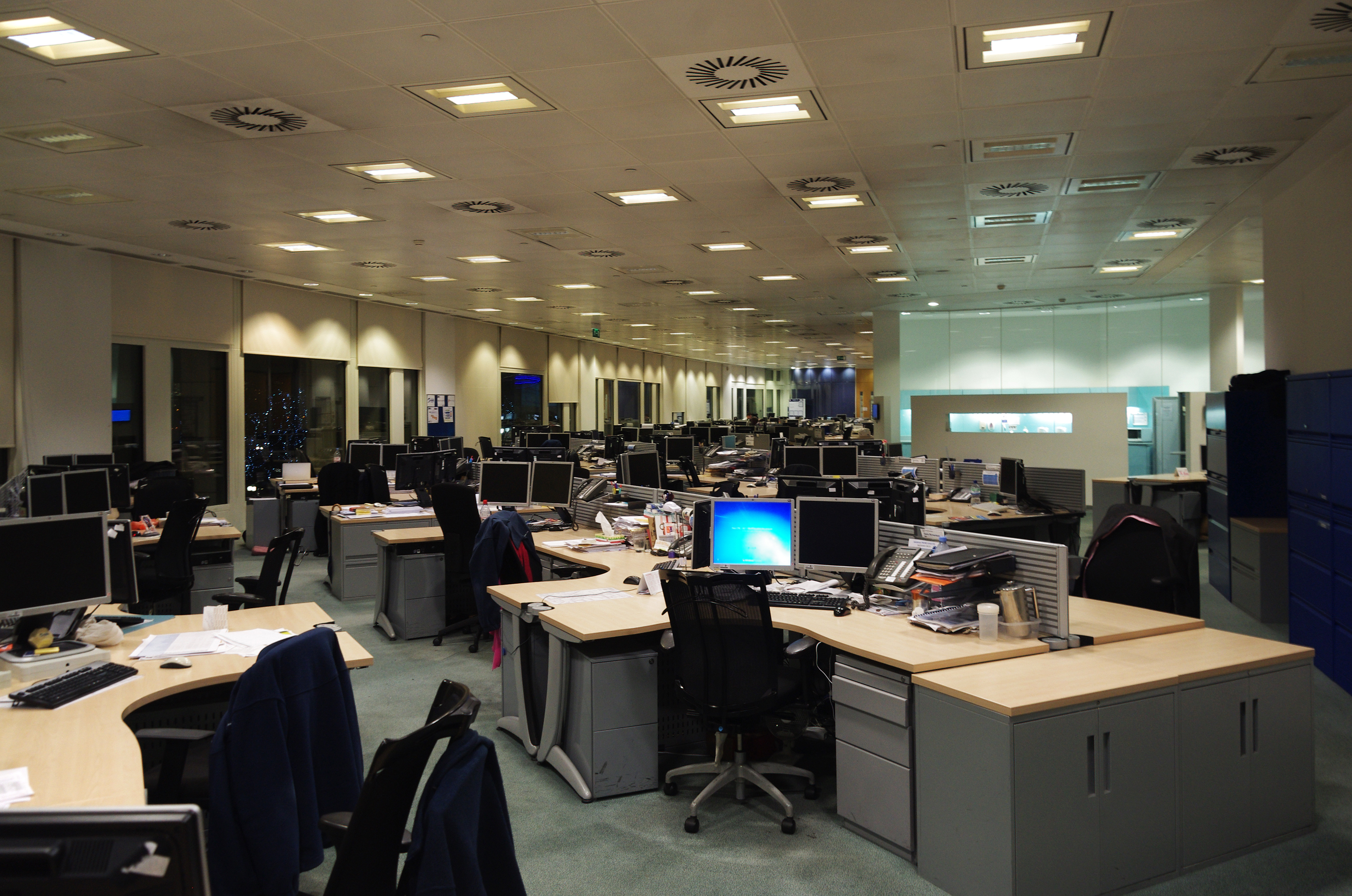
Abordare modernă pentru un birou creativ: un spațiu de lucru în comun în Londra

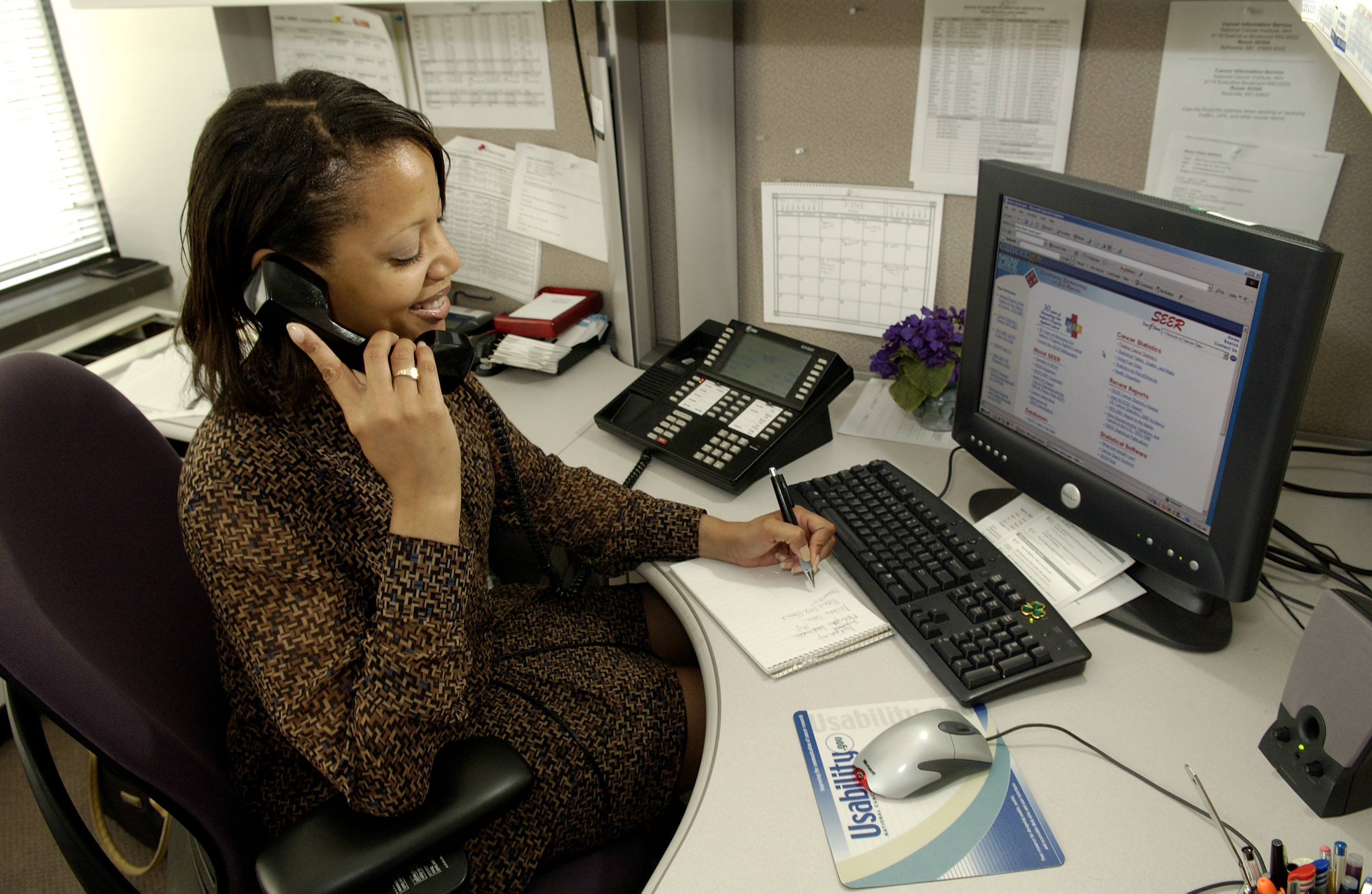
Lucru de birou

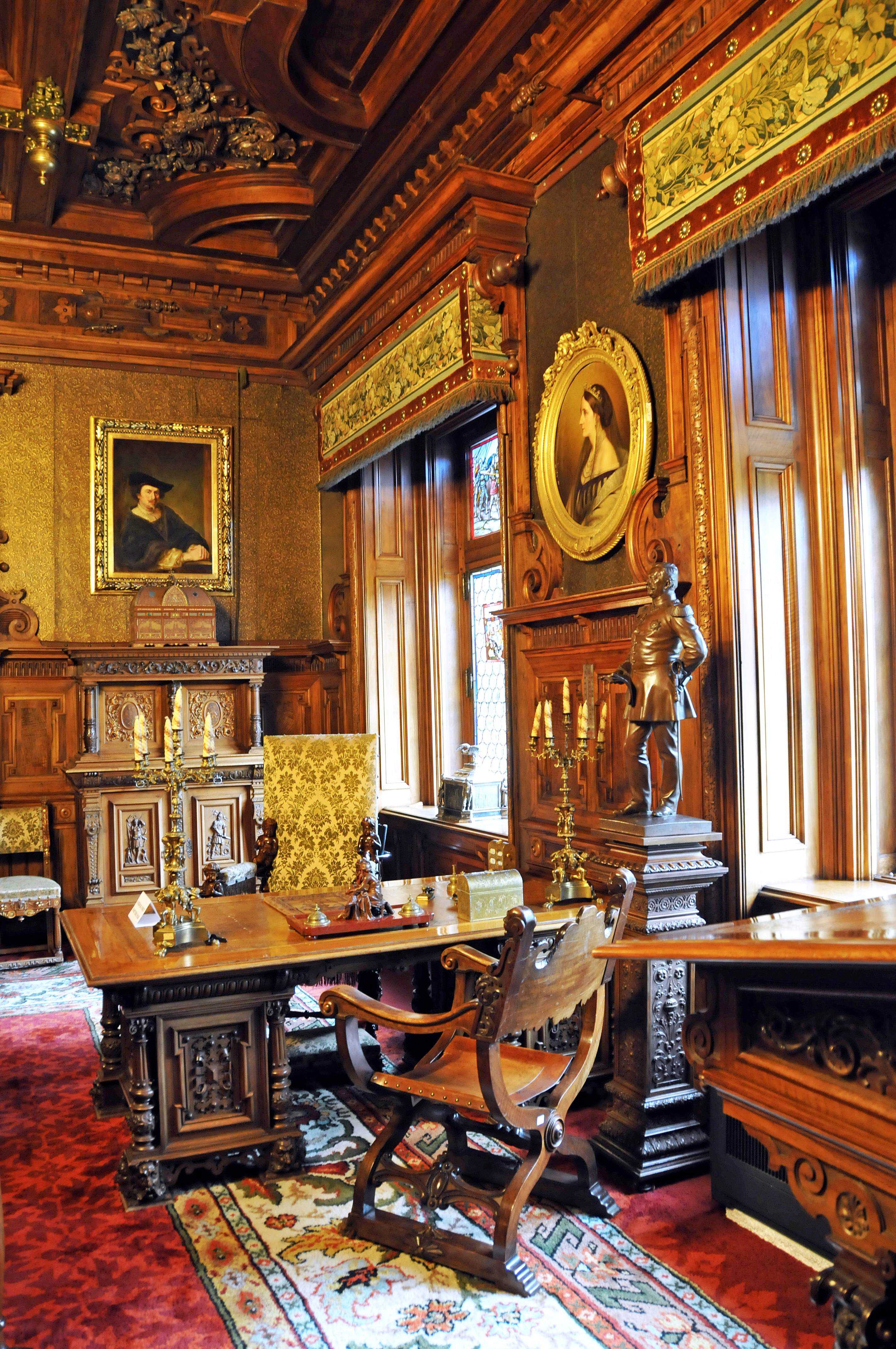
Biroul regelui Carol I al României de la Castelul Peleș (Sinaia, România)

Un birou este un spațiu în care angajații unei organizații efectuează activități administrative pentru a sprijini și a realiza obiectele și scopurile organizației. În drept, o companie sau organizație are birouri în orice loc în care are o prezență oficială, chiar dacă această prezență constă (de exemplu) într-un siloz de depozitare, mai degrabă decât într-o unitate cu birou și scaun. Un birou este, de asemenea, un fenomen arhitectural și de design: de la un birou mic, cum ar fi o bancă în colțul unei afaceri mici de dimensiuni extrem de mici (vezi birou mic/birou acasă), prin etaje întregi ale clădirilor, până la și inclusiv masive. clădiri dedicate în întregime unei singure companii. În termeni moderni, un birou este de obicei locul în care lucrătorii gulere albe își îndeplinesc funcțiile. Potrivit lui James Stephenson, „Biroul este acea parte a afacerii care este dedicată direcției și coordonării diferitelor sale activități”.